# Wacław Domieniecki

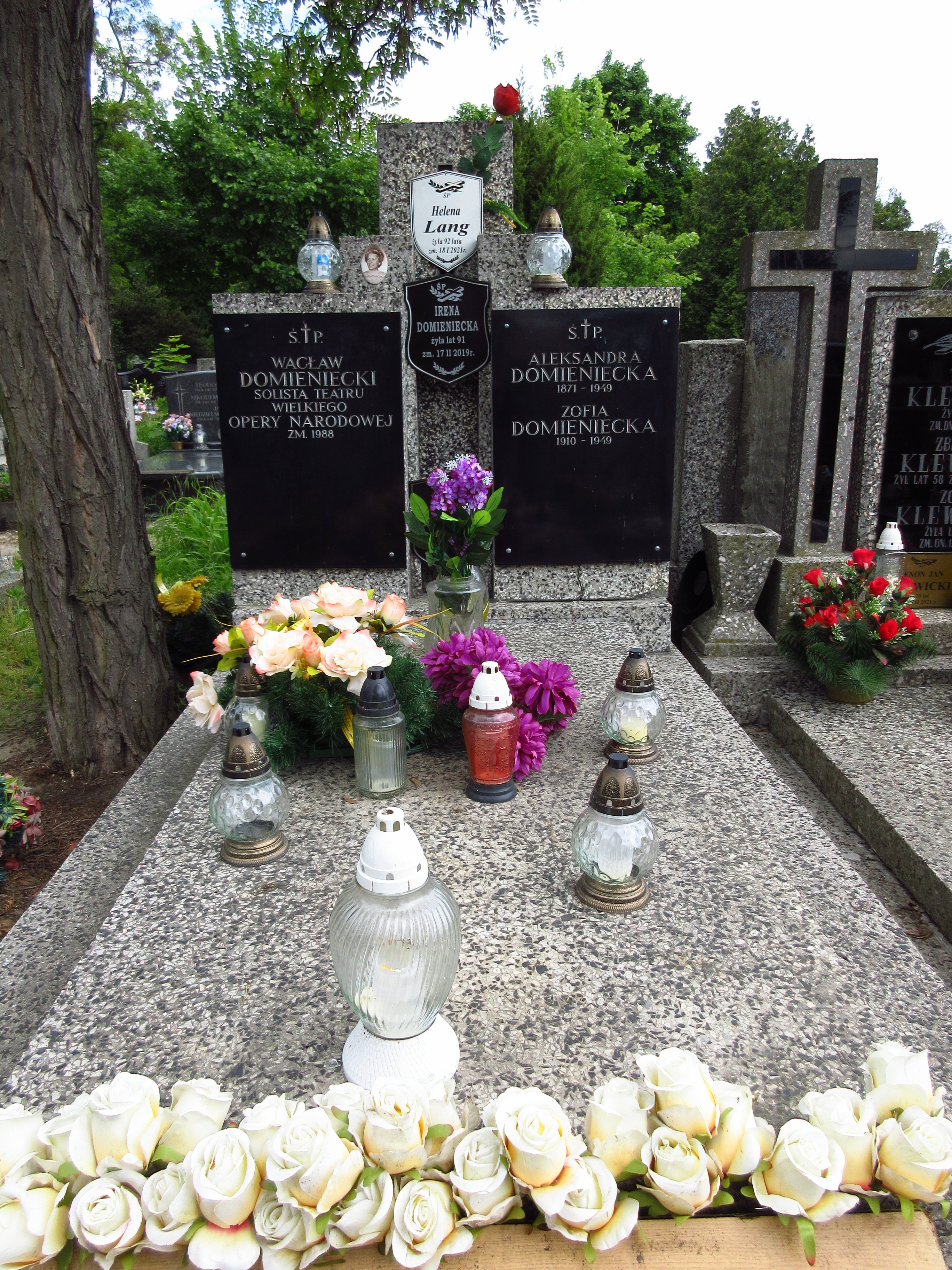
Grób Wacława Domienieckiego na cmentarzu Bródnowskim w Warszawie

Wacław Domieniecki (ur. 9 kwietnia 1910 w Warszawie, zm. 4 lipca 1988 tamże) – polski śpiewak (tenor), solista operowy.

## Życiorys
Syn Andrzeja. W młodości fascynowały go dwie rzeczy: śpiew oraz samoloty. Ukończył warszawską Szkołę Samochodowo-Lotniczą i podjął pracę najpierw w Państwowych Zakładach Lotniczych, a następnie na stołecznym lotnisku Okęcie jako kontroler lotniczy. Jednocześnie kształcił się w dziedzinie śpiewu, uczęszczając do Wyższej Szkoły Muzycznej im. Fryderyka Chopina w Warszawie, gdzie uczył się pod kierunkiem Stefana Beliny-Skupiewskiego. Debiutował w 1938 roku na bankiecie, wydanym z okazji zdobycia przez bombowiec PZL.37 Łoś złotego medalu na Międzynarodowym Salonie Lotniczym w Paryżu.
Podczas II wojny światowej pozostał w Warszawie, pracując w sklepie z artykułami liturgicznymi i jednocześnie pobierając lekcję śpiewu u Heleny Moyseowiczowej-Fiszler. W 1941 roku podczas jednego z bombardowań został ranny, wskutek czego wyprowadził się z miasta. Po zakończeniu walk, w 1945 roku został solistą Miejskiej Filharmonii w Łodzi, z zespołem której dawał koncerty na terenie kraju. W kolejnych latach był solistą Opery Śląskiej w Bytomiu (1945–1947), Opery Poznańskiej (1949–1954) oraz Opery Warszawskiej (1954–1961), z której został w 1961 roku zwolniony wraz z grupą artystów przez dyrektora Bohdana Wodiczkę. Wówczas to przeniósł się do Poznania, by w 1966 roku powrócić na scenę warszawskiego Teatru Wielkiego, gdzie śpiewał do przejścia na emeryturę w 1977 roku. Występował również zagranicą, w krajach bloku wschodniego: Czechosłowacja, Rumunia, Węgry, NRD i ZSRR (w Moskwie wystąpił na scenie Teatru Bolszoj). 
W 1950 roku wystąpił w filmie Warszawska premiera (reż. Jan Rybkowski), gdzie wcielił się w rolę włoskiego tenora. Natomiast w 1953 roku wziął udział w nagraniu pierwszego kompletnego płytowego wydania polskiej opery - była to Halka Stanisława Moniuszki, nagrana przez zespół Opery Poznańskiej pod dyrekcją Waleriana Bierdiajewa. 
Zmarł w Warszawie, pochowany 8 lipca 1988 na cmentarzu Bródnowskim w Warszawie (kwatera 85D-2-23).

## Ordery i odznaczenia
- Krzyż Kawalerski Orderu Odrodzenia Polski (15 stycznia 1953)[1]
- Medal 10-lecia Polski Ludowej (19 stycznia 1955)[3]